# Anabella
Anabella — imię utworzone wtórnie na gruncie anglosaskim spopularyzowane w literaturze i mediach. Imię to pochodzi od złożenia dwóch innych:  Anny, z hebrajskiego hannah – pełna łaski i Izabeli – hiszpańskiej wersji imienia Isabel - (Jezabel) pochodzącej od hebrajskiego Eliszebeth od którego pochodzi także Elżbieta. W Polsce imię to pojawiło się razem z wpływami francuskimi (Izabelle) - belle po francusku znaczy piękna. 
Prawidłowa pisownia imienia:
- w jęz. ang.: Annabella, Anabel
- w jęz. niem.: Annabel
- w jęz. franc.: Annabelle
- w jęz. pol.: Anabella. 
Imię to nosiła królowa Szkocji Annabella Drummond – żona Roberta III, króla Szkocji.
Imieniny obchodzi: 26 lipca; 16 marca.